# لاورا آسادویسکایته
لاورا آسادویسکایته (انگلیسی: Laura Asadauskaitė؛ زادهٔ ۲۸ فوریهٔ ۱۹۸۴) ورزشکار پنج‌گانه مدرن اهل لیتوانی است.
وی در مسابقات کشوری و بین‌المللی در مجموع برندهٔ ۱۰ مدال طلا، ۴ مدال نقره، ۴ مدال برنز شده‌است.